# Piper langlassei
Piper langlassei är en pepparväxtart som beskrevs av C. Dc.. Piper langlassei ingår i släktet Piper och familjen pepparväxter. Inga underarter finns listade i Catalogue of Life.